# سیارک ۷۲۲۵
سیارک ۷۲۲۵ (به انگلیسی: 7225 Huntress، نامگذاری:1983BH) هفت هزار و دویست و بیست و پنجمین سیارک کشف شده‌است که در ۲۲ ژانویه ۱۹۸۳ کشف شد.
قدر مطلق سیارک برابر ۱۳٫۳۰ است.